# Georgemeer (New York)
Het Georgemeer (Engels: Lake George) is een lang meer dat uitmondt in het Champlainmeer en het rivierbekken van de Saint Lawrence in het zuidoosten van het Adirondackgebergte in het noorden van de Amerikaanse staat New York.